# Le Bosc-Renoult
Le Bosc-Renoult é uma comuna francesa na região administrativa da Normandia, no departamento Orne. Estende-se por uma área de 12,47 km². Em 2010 a comuna tinha 254 habitantes (densidade: 20,4 hab./km²).